# Yabu, Hyōgo
Yabu (養父市 Yabu-shi) là một thành phố thuộc tỉnh Hyōgo, Nhật Bản.